# Австралийский центр международных сельскохозяйственных исследований
Австралийский центр международных сельскохозяйственных исследований (АЦМСХИ) является правительственным уставным органом, который действует в рамках портфеля Министерства иностранных дел Австралии. Он был создан в 1982 году для оказания помощи и содействия ученых-аграриев Австралии с тем, чтобы использовать их навыки на благо развивающихся стран, и в то же время работать над решением собственных сельскохозяйственных проблем Австралии.
АЦМСХИ направлен на повышение доходов сельских домохозяйств и на более широкий экономический рост, инвестируя в международные партнерские исследования, которые способствуют развитию сельского хозяйства, устойчивого использования природных ресурсов и созданию потенциала пользу странами-партнерами и Австралией.
АЦМСХИ является частью Международной программы помощи правительства Австралии и работает над программами по оказанию помощи развивающимся странам в сокращении бедности и обеспечении устойчивого развития в соответствии с национальными интересами.

## Сотрудничество и взаимодействие
АЦМСХИ работает совместно с AusAID в областях, представляющих взаимный приоритет,также как и с организациями, способствующими общегосударственным правительственным программам помощи.
Совместные инициативы AusAID и АЦМСХИ включают в себя проекты в Пакистане, Восточном Тиморе, Афганистане, Индонезии, Камбодже, Ираке, Папуа-Новой Гвинее и на Филиппинах.

## Исследования и разработки
АЦМСХИ отвечает за разработку, мониторинг и оценку научно-исследовательских проектов. Эти дисциплины в целом группируются вокруг области экономики, культуры, животноводства и рыболовства, а также рационального использования природных ресурсов.

### Экономика и системы ведения сельского хозяйства
- Сельскохозяйственная политика развития
- Агробизнес
- Сельскохозяйственные системы управления
- Оценка воздействия

### Системы земледелия
- Улучшение сельскохозяйственных культур
- Системы земледелия
- Садоводство
- Тихоокеанские культуры

### Системы животноводства
- Здоровье животных
- Рыболовство
- Системы животноводства

### Управление природными ресурсами
- Лесное хозяйство
- Земельные и водные ресурсы
- Менеджмент почв и орошение культур

## Международные центры сельскохозяйственных исследований
АЦМСХИ отвечает за отношения Австралии с Консультативной группой по международным сельскохозяйственным научно-исследовательским центрам